# Patskau
Patskau (en bielorruso: Patskaў, en ruso: Patskov) es un jútor (aldea) de la provincia de Gómel, en Bielorrusia. Pertenece al selsoviet de Maleiki del raión de Brahin. Está situado a orillas del río Braginka.
Actualmente no hay residentes. El Comité Regional de Gomel excluyó a Patskov de la lista de poblaciones habitadas el 17 de noviembre de 2005.